# Nikola Márová
Nikola Márová (* 24. června 1980 Praha) je česká baletka, první sólistka Baletu Národního divadla v Praze a stálý host Baletu Státní opery, a to do sloučení obou souborů.

## Životopis

### Studium
Již v šesti letech začala s baletem v Přípravce baletu Národního divadla. V letech 1990–98 vystudovala Taneční konzervatoř v Praze pod vedením Hany Vláčilové, Zdeny Nemcové a Pavla Ždichynce. V průběhu studií byla také dvakrát na stáži v Drážďanech.

### Angažmá
Od roku 1999 působí v Národním divadle, od roku 2001 je zde sólistkou, od sezóny 2006–07 první sólistkou, což se jí povedlo jako nejmladší tanečnici v historii souboru.
Začala v pas de trois v Labutím jezeru, ale brzy byla obsazována do hlavních rolí Marie (Louskáček), Olgy (Oněgin). Od roku 2004 tančí Odettu a Odilii v Labutím jezeru, v níž hostovala také ve Slovenském národním divadle v Bratislavě a pravidelně ve Státní opeře a kterou považuje za vrchol pro každou klasickou tanečnici. Za ni také získala svoji první cenu Thálie za rok 2007. Ve zdůvodnění nominace se mimo jiné uvádělo, že „pohybová kantiléna v adagiu, harmonie a plasticita póz, citlivé herecké vedení role zranitelné labutě Odetty v kontrastu se svůdnou a dynamickou Odilií rozkrývají zkušenosti mimořádné tanečnice“.
Z rolí nastudovaných do představení Baletománíe vynikla hlavně jako Umírající labuť ve stejnojmenné legendární Fokinově choreografii. Tančila také Raymondu, Kitri nebo Biancu ve Zkrocení zlé ženy, ve Státní opeře Popelku a řadu sólových partů v moderních choreografiích (Kyliánova Symfonietta, Amerikana II., Jakin v baletu Ibbur ad.). Úspěchu dosáhla také jako Giselle nebo Myrtha v Giselle a nově v podobné romantické roli Sylphidy, v níž je slovy recenzentky Niny Vangeli „velkolepá i subtilní v roli plné stylových nuancí tanečních i hereckých“.
V posledním nastudování baletu (Oněgin) podle Crankovy choreografie (premiéra únor 2020) získala titulní roli Taťány. Bývá obsazována do charakterních rolí, např. Pradlenka v baletním ztvárnění Kafkova díla Proces od Maura Bigonzettiho.
Ohlásila ukončení taneční kariéry v sezóně 2024/2025, se sólovou kariérou se rozloučila roli Blanche v baletu Johna Neumaiera Tramvaj do stanice Touha dne 14. prosince 2024 v Stavovském divadle v Praze.

### Rodina
V roce 2008 se provdala za svého kolegu z divadla, tanečníka a emeritního prvního sólistu, nyní baletního mistra Alexandra Katsapova. V srpnu 2011 se jim narodil syn Maxim. Později se provdala za dirigenta a klavíristu Jana Máru.

## Citát
| „              | Skvost, v němž Balanchine shrnul tradici vrcholné baletní estetiky a choreografické matematiky, je příležitostí pro taneční brilanci. Nikola Márová (v prvním obsazení) je zde baletní divou s obrovskou scénickou prezencí, jejíž pohyb je plovoucí a vznášivý, ale tělo zůstává velmi žensky hmotné a senzuální. Adam Zvonař se kolmým startem zaslouženě vyšvihl na jejího partnera, zastíněn jen jejím zjevem a zkušeností. | “ |
| — Nina Vangeli | |   |

## Baletní role, výběr
- 1999 P. I. Čajkovskij: Oněgin, Olga, Stavovské divadlo, režie Vasilij Medveděv
- 1999 P. I. Čajkovskij: Labutí jezero, Pas de trois, Státní opera, režie Vlastimil Harapes
- 2000 Dítě a kouzla/Sinfonietta, Tančí, Princezna, Národní divadlo
- 2000 P. I. Čajkovskij: Louskáček, Marie, Národní divadlo, režie Jurij Grigorovič
- 2000 P. I. Čajkovskij: Šípková Růženka, Princezna Florina, Státní opera, režie Boris Bregvadze
- 2001 A. K. Glazunov: Raymonda, Clemance, Národní divadlo, režie Jurij Grigorevič
- 2002 Amerikana II, Tanečnice, Národní divadlo
- 2002 Zpěvy země, Tančí, Stavovské divadlo
- 2003 Zkrocení zlé ženy, Bianca, Národní divadlo
- 2003 Motýlí efekt, Tančí, Národní divadlo
- 2004 Rodinné album, Tančí, Stavovské divadlo
- 2004 A. Ch. Adam: Giselle, Myrtha, Národní divadlo, režie Christopher Hampson
- 2004 P. I. Čajkovskij, Youri Vamos: Louskáček-Vánoční příběh, Paní Cratchitová, Víla Vánoc, Národní divadlo
- 2005 Petr Zuska, Václav Janeček: Baletománie, Grand pas de quatre, Korzár-Medora, Umírající labuť, Čajkovskij-Pas de deux, Mariin sen, Stavovské divadlo
- 2005 Zbyněk Matějů: Ibbur aneb Pražské mystérium, Jakin-zlatá, Stavovské divadlo, režie Daniel Wiesner, Petr Zuska
- 2006 Mozart? Mozart!, Alt-tanec, Národní divadlo
- 2007 Česká baletní symfonie, Tančí, Národní divadlo
- 2007 Petr Zuska: Brel-Vysockij-Kryl (Sólo pro tři), Tančí, Národní divadlo, režie Petr Zuska
- 2008 Causa Carmen, „M“, Národní divadlo
- 2008 La Sylphide/Napoli, La Sylphide, Národní divadlo
- 2009 Extrém, Tančí, Nová scéna
- 2009 Faust, Sabrina, Stavovské divadlo
- 2009 P. I. Čajkovskij: Labutí jezero, Odetta/Odilie, Národní divadlo, režie Kenneth Greve
- 2010 Svěcení jara, Tančí, Národní divadlo
- 2011 Sergej Prokofjev: Popelka, Matka/Víla, Národní divadlo, režie Jean-Christophe Maillot
- 2012 P. I. Čajkovskij: Šípková Růženka, Carabosse, víla strachu, Národní divadlo
- 2012 George Balanchine, Jerome Robbins a William Forsythe: Amerikana III, Tančí, Státní opera
- 2013 Sergej Prokofjev: Romeo a Julie, Královna Mab, Státní opera, režie Petr Zuska
- 2014 Ludwig Minkus: La Bayadere, Nikia, Státní opera, režie Javier Torres
- 2015 P. I. Čajkovskij, Petr Zuska: Louskáček a Myšák Plyšák, Máma, Hvězda, Národní divadlo, režie Petr Zuska
- 2015 Ballettissimo, I.věta-hlavní pár, Hlavní pár, Státní opera
- 2016 Sergej Prokofjev, Michael Corder: Sněhová královna, Sněhová královna, Státní opera, režie Michael Corder
- 2017 Snění, Tančí jako hosté, Stavovské divadlo (Závěrečné představení Baletní přípravky ND)
- 2017 Timeless, Matka, Národní divadlo
- 2017 Petr Zuska: Chvění, Sólový pár, Národní divadlo, režie Petr Zuska
- 2018 Jiří Kylián: Mosty času, Grand pas de quatre, tančí, Národní divadlo
- 2019 Kafka: Proces, Pradlenka, Stavovské divadlo, choreografie Mauro Bigonzetii
- 2019 Leonce a Lena, Rosetta, Stavovské divadlo, choreografie Christian Spuck
- 2020 P. I. Čajkovskij: Oněgin, Taťána, choreogafie John Cranko
- 2022 bpm, tančí, Národní divadlo
- 2022 Sergej Prokofjev: 'Romeo a Julie, Julie, choreogafie John Cranko, Státní opera
- 2022 Tramvaj do stanice Touha, Blanche, Stavovské divadlo, choreografie John Neumeier

## Ocenění
- V roce 2002 obdržela ocenění Philip Morris Ballet Flower Award.
- 2007 Cena Thálie za roli Odetty / Odilie v baletu Labutí jezero
- 2017 Cena Thálie za roli Matky v baletu Svěcení jara[13]
- 2017 Výroční cena Opera Plus za roli Matky v baletu Svěcení jara

## Pedagogická činnost
Nikola Márová vyučuje balet na mistrovských kurzech. V roce 2020 otevřela v Praze se svým bývalým tanečním partnerem Michalem Štípou taneční školu s baletní přípravkou School of Dance. Od roku 2024 společně učí partnerský tanec na Taneční konzervatoři hlavního města Praha.

## Zajímavost
V červenci 2007 byla v pražské galerii Mánes výstava fotografií Nikoly Márové z dílny fotografa Pavla Brunclíka s názvem Geometrie nahoty.